# Mary in Stage Land
Mary in Stage Land è un cortometraggio muto del 1912 diretto da Harold M. Shaw.
È il terzo episodio del serial cinematografico What Happened to Mary?, considerato il primo serial della storia del cinema girato negli Stati Uniti.

## Trama
Mary viene introdotta nel mondo dello spettacolo: grazie a Daisy, ottiene una piccola parte in una commedia musicale il cui manager è riuscito ad assicurarsi il finanziamento di John Chase, un giovane milionario. Durante le prove, Mary vede Daisy esibirsi così numerose volte nel suo ruolo, che lo impara a memoria pure lei. Così, quando l'amica si ammala, la parte viene affidata a Mary che, giovane e fresca, riscuote grande successo, suscitando l'interesse di Chase che comincia a farle la corte. Al banchetto offerto alla compagnia, Chase, un po' brillo, commenta che Mary ha salvato lo spettacolo, cosa che viene ritenuta offensiva da parte di Daisy che, alzato pure lei il gomito, accusa adesso Mary di averle rubato la parte. Chase, perso ogni freno, cerca di abbracciare Mary, suscitando l'ilarità degli altri commensali. Mary, indignata, se ne va. A casa, vede davanti a sé solo due vie che le si aprono davanti: quella che le indica il banchetto che ha appena lasciato e quella, difficile, dell'onestà. Quale delle due sceglierà Mary?

## Produzione
Il film fu prodotto dalla Edison Manufacturing Company.

## Distribuzione
Distribuito dalla General Film Company, il film - un cortometraggio in una bobina - uscì nelle sale cinematografiche statunitensi il 27 settembre 1912.